# トラウデン直美
トラウデン 直美（トラウデン なおみ、独: Naomi Trauden、1999年〈平成11年〉4月21日 - ）は、ドイツと日本のハーフモデル、タレント、キャスター、コメンテーター。『CanCam』（小学館）元専属モデル。愛称はトラちゃん、トラ美、でんでん。
京都府京都市左京区出身、パール所属。2023年9月より12月まで2025年日本国際博覧会協会理事だった。

## 略歴
京都市立錦林小学校、京都市立近衛中学校、同志社国際高等学校、慶應義塾大学法学部政治学科卒業。
2012年、「ミス・ティーン・ジャパン」でグランプリに輝き、13歳でファッション雑誌『CanCam』（小学館）の最年少専属モデルでデビューした。高校在学中は学業を優先し仕事を控えてきたが、大学進学を機に東京で芸能活動を本格化し、モデルに加えて女優やキャスターなどの活動も視野に入れた活動を行っている。
2018年4月より『Going!Sports&News』（日本テレビ）に日曜版のお天気キャスターとして出演。
2020年6月から環境省プラごみゼロアンバサダー/サステナビリティ広報大使
2021年7月、『CanCam』専属モデルの在籍期間が山田優を超え、史上最長を更新した。10月22日、SDGsに対する活動が評価され「フォーブス30アンダー30（日本版）」の一人に選ばれる。
2023年4月より2024年3月まで『めざまし8』（フジテレビ）の金曜MCを岸本理沙とともに、谷原章介と3名体制で共同担当。同年9月より、『news23』（TBS）水曜レギュラーコメンテーターを務める。
2024年4月23日発売の『CanCam』6月号を以て11年間務めた同誌の専属モデルを卒業。

## 親族
- 父は哲学博士で京都大学でドイツ語・ドイツ文学を教えるドイツ人[29][30]。
- 母は上智大学出身の日本人[31]。母は、帰国子女で9年間アメリカに在住経験があり、東京の米国大使館に勤めていたこともあった[9]。
- 弟は3歳年下のトラウデン都仁[32]。モデルやミュージカル主演の経験があり、番組では姉・直美と共演した[33]

## 人物
- 中学の成績はオール5で、高校での成績は評定平均4.0以上を維持。中世ヨーロッパの研究者である父の影響から政治に興味を持ち、特に欧州に比べて劣っていると感じる女性の働き方改革や環境対策に関心を抱く。大学で政治や語学を学び、「選挙特番やキャスターの仕事もやってみたい」と意欲を示し、「ポスト春香クリスティーン」として注目を集める[11][16][34]。2020年12月17日、首相官邸で開催された「2050年カーボンニュートラル・全国フォーラム」で発言したことがNHKで放送され注目を浴びる[35][36][37][38]。
- 趣味は散歩、人間観察、天文[2]。
- 特技は乗馬[2]。小学生の頃から馬術を始め、主に馬場馬術を中心に障害馬術やクロスカントリーにも取り組む[18]。
- 日本語が母語で、高校まで英語が話せなかった。そのため帰国子女が生徒の3分の2を占める同志社国際高校に進学し、ネイティブの教師による英語の授業を受けたという。父親の祖国であるドイツには一度は留学したいという希望をもっているという。ドイツ語は2016年に獨協大学が主催するドイツ語スピーチコンテストの対話部門で1位となっている[39]。本人は自身の言語能力について「私は1.8ぐらい。（その内訳は）日本語1、英語0.5、ドイツ語0.3ぐらいです」と話している[40]。
- 家でまったりしても気を遣わない相手がタイプとのこと[41]。
- 中学1年のミス・ティーン・ジャパンの時点で身長166cmあった[14]。
- 着色料にアレルギーがあり、2023年夏には滞在中のスペインでアナフィラキシーを発症して救急病院で治療を受けた[42]。アナフィラキシーで救急病院の治療を受けたのはこの時が3回目であることを明らかにしている[43]。

## 出演

### ランウェイ
- 東京ランウェイ
- 札幌コレクション
- 福岡アジアコレクション[44][45]
- 神戸コレクション
- 東京ガールズコレクション
  - 東京ガールズコレクション2012A/W[46]
  - 東京ガールズコレクション2013S/S[47]
  - 東京ガールズコレクション2013A/W[48]
  - 東京ガールズコレクション2014S/S[49]
  - 東京ガールズコレクション2014A/W[50]
  - 東京ガールズコレクション2015S/S[51]
  - 東京ガールズコレクション2015A/W[52]
  - 東京ガールズコレクション2016S/S[53]
  - 東京ガールズコレクション2016A/W[54]
  - 東京ガールズコレクション2017S/S[55]
  - 東京ガールズコレクション2017A/W[56]
  - 東京ガールズコレクション2018S/S[57]
  - 第37回 マイナビ 東京ガールズコレクション 2023 AUTUMN／WINTER（2023年9月2日、さいたまスーパーアリーナ）[58]
  - CREATEs presents TGC KITAKYUSHU 2023 by TOKYO GIRLS COLLECTION（2023年10月7日、西日本総合展示場新館）[59]
- GirlsAward
  - Rakuten GirlsAward 2023 AUTUMN/WINTER（2023年9月30日、幕張メッセ）[60]

### 報道・ニュース番組
- 報道プライムサンデー 年末スペシャル（2018年12月30日、フジテレビ）
- NEWS23  拡大SP『平成最後の日 未来の日本は...』（2019年4月30日、TBSテレビ）
- Live News it!  皇室特番『新時代へのバトンタッチ』（2019年5月3日、フジテレビ）
- モーニングCROSS（2019年7月9日、TOKYO MX）
- これでわかった！世界のいま（2019年10月6日、2020年02月23日、NHK総合）
- 特設ニュース番組「祝賀御列の儀」（2019年11月10日、NHK総合）[61]
- BSニュース 日経プラス10（2020年4月2日 - 2021年3月、BSテレ東）※毎週木曜日にコーナーキャスターとして出演
- Mr.サンデー（2020年9月 - 、フジテレビ）
- めざまし8（2021年5月13日 - 、フジテレビ） 
  - 木曜→水曜スペシャルキャスター (隔週) - （2021年5月13日 - 2023年3月）
  - 金曜MC - （2023年4月 - 2024年3月）
- 日経ニュース プラス9（2021年4月2日 - 2024年6月28日、BSテレ東）※毎週金曜日にコーナーキャスターとして出演
- news23（2023年9月25日 - 、TBS）※コメンテーターとして出演[62]
- NIKKEI NEWS NEXT（2024年7月5日 - 、BSテレ東）※金曜キャスター

### ドキュメンタリー番組
- 聖火のキセキ 新春スペシャル（2019年1月3日、NHK BS1）
- 日本を動かした男 渋沢栄一 ～歴史から学ぶ日本経済とは～（2021年5月22日、BSフジ）

### 情報・スポーツ番組
- 朝生ワイド す・またん!（2014年6月12日、読売テレビ）
- スッキリ!!（2015年3月9日、日本テレビ）
- Going!Sports&News（2018年4月2日[注 1] - 2019年3月24日、日本テレビ） - お天気キャスター（日曜版担当）[17]
- Going!Sports&News（2018年9月8日 - 10月27日、日本テレビ） - お天気キャスター（土曜版 臨時担当）
- ワイドナショー（2018年7月1日・8月12日・10月14日、2019年1月27日・3月31日・5月26日・9月15日・12月8日、2021年10月17日、2022年4月10日、フジテレビ）※不定期出演
- これでわかった! 世界のいま（2019年10月6日、NHK総合） - ゲスト
- 情報プレゼンター とくダネ!（2020年9月 - 2021年3月、フジテレビ)
- 情報ライブ ミヤネ屋（2020年9月 - 、 日本テレビ）
- ひるおび!（2021年4月 - 、TBSテレビ） - 金曜コメンテーター
- LIVEコネクト!（2022年12月29日、関西テレビ） ‐ コメンテーター
- 趣味の園芸 やさいの時間「里山菜園 有機のチカラ」（2024年4月14日[63]・5月12日[64]・6月9日[65]・7月14日[66]・9月8日[67]・10月6日[68]、NHK Eテレ）

### バラエティ番組
- バラエティー生活笑百科（2019年9月28日、2020年1月4日 - 、NHK総合） - 2020年1月以降は、「秘書代行」という肩書で定期的に出演。
- ビートたけしのTVタックル（2020年3月8日、23日、29日、以降準レギュラー、テレビ朝日）
- スイモクチャンネル（2020年4月2日 - 2021年9月23日、BS-TBS）木曜日MC
- IMAGINEZ大学（ディスカバリーチャンネル）ナビゲーター

### WEB番組
- みのもんたのよるバズ!（2018年8月4日[69] - 、AbemaTV）※不定期出演
- 安室奈美恵ファッション総選挙　FASHION MOVIE BEST 50（2018年9月9日、AbemaTV）[70]
- AbemaPrime（2019年4月15日、6月18日、8月26日、9月3日、10月1日、11月20日、12月17日、AbemaTV）※不定期出演

### テレビドラマ
- 不適切にもほどがある! 第2話（2024年2月2日、TBS） - 寺沢愛 役[71]
- マウンテンドクター（2024年7月8日 - 9月16日、関西テレビ・フジテレビ） - 平早紀 役[72]
- 相続探偵 第3話（2025年2月8日、日本テレビ） - ソフィー / 本庄みゆき 役[73]

### 広告・スチール
- ディーアップ
- サマンサベガ
- オンワード樫山
- AOKI
- 環境省「プラごみゼロアンバサダー」（2020年）[74]
- 資生堂「ANESSA」（2021年2月 - ）
- 川崎重工業 企業ブランドムービー「カワる、サキへ。」
  - 「New Values -H2-」篇（2021年12月13日 - ）[75]
  - カワサキ水素大学1限目「水素の基礎講座」/ 第2限目「水素でクリーンな社会」/ 第3限目「水素で広がる未来」（2022年10月 - ）[76]
  - カワサキ水素大学4限目「水素で挑む仲間」篇（2023年10月 - ）[77]
  - カワサキ水素大学5限目「水素バイクで見る未来」篇（2024年12月 - ）[78]
- プレマテックス 「シュールダンス」篇 (2023年3月1日 -) [79][80]

### イベント
- 京都府川端警察署：一日警察署長「川端地域安全運動スタート式」（2019年10月10日、京都市左京区吉田神社境内）[81]
- シュタイフテディベアツリー点灯式（2019年11月7日、アクアシティお台場）[82]

## 書籍

### 雑誌
- CanCam（2013年2月号 - 2024年6月号、小学館）

### カタログ
- IMAGE
- RyuRyu
- アンファミエ

### 振袖カタログ
- オンディーヌ振袖
- オンディーヌ袴
- ジョイフルまるやま
- ぷりずむ館
- さがの館
- 振袖・袴
- マイム
- Furisode Collection
- 石勘
- 京明

### フォトブック
- トラウデン直美 1stフォトブック　のらりとらり。（2022年1月26日、小学館） - ISBN 978-4096823859